# Wolen Siderow

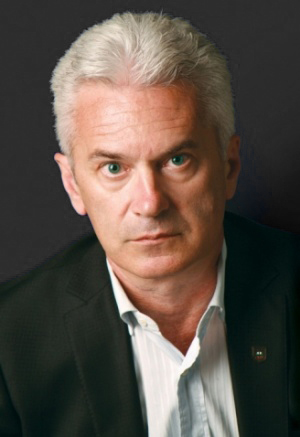
Wolen Siderow

Wolen Nikolow Siderow (bulgarisch Волен Николов Сидеров, wiss. Transliteration Volen Siderov; * 19. April 1956 in Jambol) ist Vorsitzender der nationalistischen bulgarischen Partei Ataka und war von 2005 bis 2019 Mitglied des bulgarischen Parlaments (siehe Narodno Sabranie). Er wurde vor allem durch seine rassistischen, teilweise auch antisemitischen Äußerungen bekannt.

## Lebenslauf
Siderow studierte Fotografie in Sofia und arbeitete vor dem Fall des Kommunismus (1989) als Fotograf für das Nationale Literaturmuseum.

### Journalistische Tätigkeit
Bereits vor dem Fall des Kommunismus wurde Siderow Mitglied der Unabhängigen Gesellschaft zum Schutz der Menschenrechte. Mitte 1990 wurde er Chefredakteur der Zeitung Demokratia. Zu dieser Zeit war Demokratia politisch der Demokratischen Partei Bulgariens nahe. Unter Siderow wurde die Zeitung zur offiziellen Publikation der Mitte-rechts-Partei Union der Demokratischen Kräfte.
1992 wurde Siderow bei Demokratia entlassen und beendete sämtliche Beziehungen zu seinen politischen Partnern. Daraufhin wurde er stellvertretender Chefredakteur von Monitor, einer Zeitung, die politisch nationalistisch und konservativ einzuordnen ist.
Im Jahr 2000 wurde Siderow mit dem Preis der Bulgarischen Journalistenvereinigung ausgezeichnet. Nachdem er auch Monitor verlassen musste, wurde er Moderator von Ataka, einer Talkshow des bulgarischen Fernsehsenders SKAT. Dort thematisierte er vor allem einen starken nationalistisch-rassistischen Diskurs und versuchte dadurch die öffentliche Meinung auf „Probleme“ mit ethnischen Minderheiten zu lenken.
2002 wurde Siderow zu einer Antiglobalisierungskonferenz in Moskau eingeladen, an der unter anderem der schwedische Rechtspublizist Ahmed Rami sowie David Duke teilnahmen. Im Laufe der Konferenz trat Siderow mit einem Vortrag auf, wo er für „den kommunistischen Pogrom gegen Russland“ „eine Clique von radikalen Juden, die von anderen Juden-Kapitalisten aus den USA und Westeuropa finanziert wurden“, für verantwortlich hielt.
Von 2012 bis 2014 wurde sonntags im Fernsehkanal Alfa die Sendung Studio Ataka (bulgarisch Студио Атака) mit Wolen Siderow gesendet, die seit September 2014 von der ebenfalls sonntäglichen Sendung Nedelnik (Sonntagssendung) mit Siderow abgelöst wurde.

### Politischer Aufstieg
2003 wurde Siderow Bürgermeisterkandidat für die Partei BZNS in Sofia. Er bekam 1728 Stimmen beziehungsweise 0,45 Prozent. Dieser Vorgang fand in der Öffentlichkeit wenig Beachtung.
Zu den Parlamentswahlen im Juni 2005 gründete Siderow die nationalistische Vereinigung Ataka, die er nach seiner mittlerweile sehr populären Talkshow benannte. Überraschenderweise bekam die Partei 296.848 Stimmen bzw. 8,14 Prozent. Damit wurde Ataka zur viertgrößten Partei im Parlament.
Siderow kandidierte 2006 bei der Präsidentenwahl. Im ersten Wahlgang bekam er 21 Prozent der Stimmen und qualifizierte sich für die nächste Runde gegen den amtierenden Präsidenten Georgi Parwanow, der 65 Prozent der Stimmen bekommen hatte. Parwanow war nicht als Gewinner aus dem ersten Wahlgang hervorgegangen, denn die Wahlbeteiligung war mit unter 50 Prozent zu gering für ein rechtskräftiges Ergebnis.
Die anderen Rechtsparteien weigerten sich, für den zweiten Wahlgang eine Kandidaten-Empfehlung auszusprechen. Die Zentrumspartei unterstützte hingegen Parwanow. Das hatte zur Folge, dass Siderow im zweiten Wahlgang 25 Prozent seiner Stimmen einbüßte und somit nicht Präsident wurde.
Im Dezember 2008 wurde Siderow auf dem Parteitag von Ataka als dessen Vorsitzenden mit absoluter Mehrheit der Stimmen bestätigt.
Er war auch Kandidat der Partei Ataka bei der Präsidentschaftswahl in Bulgarien, die am 23. Oktober 2011 stattfand.
Nach Streitigkeiten in der Familie gründeten die Ehefrau von Siderov und ihr Sohn Dimitar Stojanow im Frühjahr 2012 eine eigene „Nationaldemokratische Partei“. Stojanow war bereits 2011 aus der Partei Ataka wegen Abwertung und Anschwärzung der Partei ausgeschlossen worden, nachdem er den Rücktritt von Siderow gefordert hatte.

## Politische Standpunkte
Seitdem Siderow politisch aktiv ist, wirft er den renommierten bulgarischen Parteien vor, sie würden mit dem organisierten Verbrechen kooperieren. Zudem gehen seiner Ansicht nach große Gefahren von Minderheiten und (illegalen) Immigranten aus.
Auf der ersten Sitzung der 41. Legislaturperiode des Parlaments, in der Ataka über 21 Abgeordnete verfügt, hat Wolen Siderow den Entwurf für eine „Resolution zur Verurteilung des Genozides an den Bulgaren im Osmanischen Reich im Zeitraum von 1396 bis 1913“ eingereicht. Der neugewählte Premierminister Bojko Borissow hat bei einem Interview die Idee eines Tages des Genozids unterstützt. Der Gedenktag wurde schon drei Monate zuvor von der Gemeindeversammlung in Burgas, wo GERB und Ataka eine Mehrheit genießen, befürwortet. Das bulgarische Parlament stimmte über die Resolution am 9. März 2011 ab. Sie wurde mit nur 39 Stimmen, 26 Gegenstimmen und 50 Enthaltungen abgelehnt.
Im November 2010 gab Wolen Siderow zu, dass der kommunistische Politiker Todor Schiwkow, der bis 1989 Staatschef war, viel für Bulgarien getan habe und dass dies auch von Dissidenten (wie ihm selbst) in Betracht gezogen werden müsse. Nach Siderows Worten sei vieles zu seiner Zeit in den Bereichen Gesundheitswesen und Bildung erreicht worden und das hätte nicht zunichtegemacht werden dürfen, sondern hätte verbessert werden müssen.
Wolen Siderow befürwortet wichtige Energieprojekte wie Südstrom und das Kernkraftwerk Belene. Nach Siderows Worten werde sich die Türkei mit dem Ausbau der Kernenergie befassen, und er fragte rhetorisch, ob man von der Türkei energetisch abhängig sein wolle, wenn Bulgarien die Chance zum Aufbau neuer Kernkraftwerke versäume.

### Zu Besuch in Russland
Anfang Oktober 2012 begaben sich Wolen Siderow und die anderen Abgeordneten der Partei Ataka auf eigene Kosten nach Moskau, nachdem die Vorsitzende des bulgarischen Parlaments Zezka Zatschewa ihnen die Finanzierung der Reise verweigert hatte. In Moskau schenkte Wolen Siderow dem russischen Präsidenten Wladimir Putin sein Buch Grundlagen des Bulgarismus (bulgarisch Основи на българизма) anlässlich seines 60. Geburtstages. Vor dem Vorsitzenden der russischen Duma Sergei Naryschkin erklärte Siderow, dass in letzter Zeit die Russophobie in Bulgarien auf Druck der Regierenden zugenommen habe. Wolen Siderow bezeichnet die von ihm geleitete Partei als die einzige, die eine Verbesserung der russisch-bulgarischen Beziehungen erstrebe.

## Skandale
Siderow ist in mehrere Skandale verwickelt. Unter anderem geht es um einen Autounfall, den er als einen Anschlag auf seine Person darstellte. Dabei behauptete der vermeintliche Täter, dass Siderows Kollege Pawel Tschernew seinen Wagen manipuliert habe. Zunächst bezeugte Tschernew Siderows Aussage. Später bestätigte er jedoch, dass Siderow ihn zur Falschaussage bewegt habe. Anschließend verließ Tschernew Ataka und gründete eine eigene nationalistische Organisation.
Am 23. Februar 2007 drang Siderow mit 50 Mitgliedern und Unterstützern von Ataka in die Räume der Zeitung 168 Tschasa (168 Stunden) ein. 100 weitere Personen warteten auf Abruf vor dem Gebäude. Hintergrund dieses Angriffs war ein Artikel, demzufolge Ataka in eine Spendenaffäre verwickelt sei. Siderow und sein Stellvertreter Pawel Schopow verlangten mit dieser Drohgebärde vom Chefredakteur Nikolai Pentschew, dass dieser den Autor des Artikels nennen sollte.
In einem Interview für 168 Tschasa im Mai 2010 hat der israelische Botschafter Gendrel Siderow als einen Menschen mit antisemitischen Ansichten bezeichnet, weil er als Vorsitzender der parlamentarischen Kommission zur Kontrolle des Staatlichen Nationalsicherheitsdienstes (DANS) Informationen über die mutmaßlichen Beziehungen des wegen krimineller Tätigkeiten inhaftierten und angeklagten Alexej Petrow (ehemaliger Angestellter des DANS) mit Personen aus der israelischen Botschaft im Bereich der Prostitution veröffentlichte. Die von ihm enthüllte Information bezeichnete Siderow selbst als wahrheitsgetreu und erklärte, dass sie von General Atanasow im Laufe seiner Befragung vor der Kommission erzählt worden sei.

### Lufthansa-Zwischenfall
Am 3. Februar 2010 flog Wolen Siderow mit einer Lufthansamaschine von Sofia nach Frankfurt. Während des Fluges fiel er durch rassistische Äußerungen und Beleidigungen gegen die Kabinenbesatzung auf, warf mit Essen und weigerte sich, sich hinzusetzen und sich anzuschnallen. Aus diesem Grund musste die Maschine über Frankfurt eine Stunde lang kreisen. Kurz vor der Landung informierte der Flugkapitän die Frankfurter Flughafenpolizei über den problematischen Passagier. Nach der Landung erfolgte eine Überprüfung der Personalien von Wolen Siderow, bei der der Politiker Beleidigungen gegen eine der Polizeibeamtinnen richtete. Da Siderow über einen Diplomatenpass verfügte, wurde er freigelassen. Die Lufthansabesatzung sowie die beleidigte Polizistin hatten daraufhin Anzeige gegen Siderow erstattet. Die Frankfurter Staatsanwaltschaft hatte eine Ermittlung eingeleitet.

### Verhältnis zu den Vereinigten Staaten
Begleitet von einem Fotografen überraschte Wolen Siderow am 12. Mai 2011 den in einem Sofioter Restaurant speisenden Botschafter der USA, James Warlick, der sich zuvor geweigert hatte, Siderow zu empfangen, und forderte von diesem unter Vorlage entsprechender Unterlagen, dass die USA für ihre Militärbasen in Bulgarien für einen Zeitraum von fünf Jahren eine angemessene Pacht in Höhe von 2 Mrd. US-Dollar an den bulgarischen Staat zahlen sollten. Als Reaktion soll Warlick gesagt haben: „Ich werde dich zerstören.“ (eng. „I will destroy you.“).

## Werke
Wolen Siderow ist Autor einiger Bücher, darunter Der Bumerang des Bösen (bulgarisch Бумерангът на злото, 2002), Die Macht des Mammons (bulgarisch Властта на мамона, 2004), Bulgarophobie (bulgarisch Българофобия, 2003). Im Vorwort zum Buch Der Bumerang des Bösen nennt er Jürgen Graf „meinen Kollegen und einen persönlichen Bekannten von mir“. 2010 erschien die vierte Ausgabe von Der Bumerang des Bösen.